# Antoine Anstett
Pour les articles homonymes, voir Anstett.
Antoine Anstett est un homme politique français né François Antoine Anstett le  17 février 1810 à Sélestat (Bas-Rhin), commune où il est mort le  25 février 1879.

## Biographie
Brasseur à Sélestat, il est député du Bas-Rhin en 1849, siégeant au groupe d'extrême gauche de la Montagne. Compromis dans la journée du 13 juin 1849, il est déchu de son mandat et exilé.

## Sources
- « Antoine Anstett », dans Adolphe Robert et Gaston Cougny, Dictionnaire des parlementaires français, Edgar Bourloton, 1889-1891 [détail de l’édition]